# Cadillac DPi-V.R
La Cadillac DPi-V.R è una vettura prototipo di classe DPi progettata e sviluppata dalla Dallara e dalla Cadillac su base della P217.La vettura ha corso nel Campionato IMSA WeatherTech SportsCar dal 2017 al 2022 vincendo il campionato tre volte, nel 2017, 2018 e 2021.

## Caratteristiche tecniche

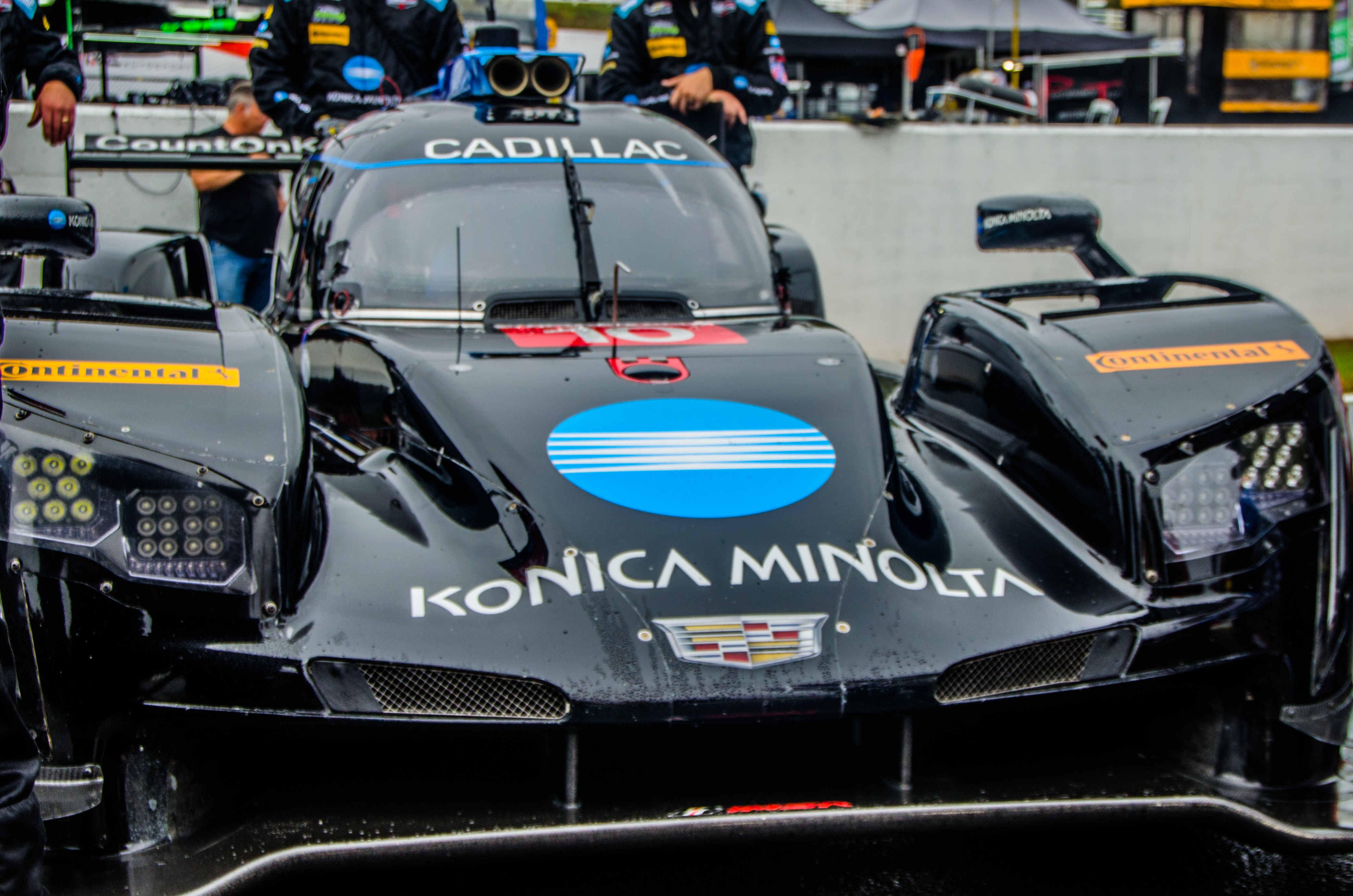
Cadillac DPi-V.R al Petit Le Mans2017

La vettura è conforme al nuovo regolamento DPi (Daytona Prototype International) dell'IMSA adottato dal 2017. È stata presentata il 30 novembre 2016 e ha fatto il suo debutto ufficiale alla 24 Ore di Daytona.
Ha un motore Cadillac V-8 da 6,2 litri, che condivide l'architettura principale con il V-8 di serie della CTS-V berlina e della Escalade; genera circa 600 cavalli, 40 in meno della versione di serie a causa dei limitatori d'aria, obbligatori per IMSA. Inoltre il numero massimo di giri consentito dai nuovi regolamenti DPi è 7.600. Il motore trasferisce la potenza alle ruote posteriori attraverso una trasmissione X-TRAC a pale.
Per la sua seconda stagione nel campionato United SportsCar WeatherTech, la cilindrata è stata ridotta da 6.2L a 5.5L.

## Attività sportiva

### Campionato IMSA

#### 2017
Nella sua stagione d'esordio la Cadillac porta nel Campionato IMSA WeatherTech SportsCar tre DPi-V.R: due vengono affidate al team Action Express Racing iscritte come Mustang Sampling Racing e Whelen Engineering Racing e una, la numero 10, al team Wayne Taylor Racing. La nuova vettura vince sei gare sulle undici disputate, tra queste vittorie c'è anche la 24 Ore di Daytona. A fine stagione la DPi-V.R del team Wayne Taylor Racing si laurea campione con i piloti Jordan Taylor e Ricky Taylor, mentre le due vetture del team Action Express chiudono seconda e terza.

#### 2018
Nel 2018 il costruttore statunitense porta quattro vetture: alle tre dell'anno precedente si aggiunge la numero 90 del team Spirit of Daytona Racing. Vengono vinte quattro gare tra cui ancora la 24 Ore di Daytona ed il titolo viene vinto dalla Cadillac DPi-V.R numero 31 del team Whelen Engineering Racing con i piloti Eric Curran e Felipe Nasr.

#### 2019
Per la stagione 2019 la Cadillac mette in campo ben sei vetture: oltre ai team già annunciati in precedenza si aggiungono il team argentino Juncos Hollinger Racing e il team JDC MotorSports. Per il terzo anno consecutivo è il marchio americano a vincere la 24 Ore di Daytona con il team Wayne Taylor Racing e piloti di livello internazionale, Jordan Taylor, Renger van der Zande, Kamui Kobayashi e il due volte campione del mondo di Formula 1, Fernando Alonso. A differenza dell'anno precedente però non arriva la vittoria del campionato, la DPi-V.R numero 31 del team Whelen Engineering Racing chiude seconda dietro l'Acura ARX-05 del Team Penske guidata da Dane Cameron e Juan Pablo Montoya.

#### 2020
Nella stagione 2020 le vetture tornano ad essere solo quattro, due vengono affidate al team JDC MotorSports ed una a testa per i team Whelen Engineering Racing e Wayne Taylor Racing. La Cadillac DPi-V.R del team Wayne Taylor Racing vince la 24 Ore di Daytona, è il quarto successo consecutivo per la vettura. Come l'anno precedente la Cadillac si deve accontentare del secondo posto.

#### 2021
Nel 2021 avvengono diversi cambiamenti: il team Wayne Taylor Racing lascia la Cadillac per unirsi al marchio rivale Acura, a sostituire Wayne Taylor Racing arriva il team Chip Ganassi Racing che schiera i piloti Renger van der Zande e Kevin Magnussen. Vengono confermati i team JDC MotorSports e il team Whelen Engineering Racing (con due DPi-V.R). La vettura numero 31 guidata da Pipo Derani e Felipe Nasr vince il campionato che mancava da due anni..

#### 2022
La stagione 2022 è l'ultima della Cadillac DPi-V.R, dal 2023 verrà sostituita dalla nuova V-LMDh. Il marchio statunitense affida due vetture al team Chip Ganassi Racing, iscritte come Cadillac Racing, una al team JDC MotorSports, e due al Whelen Engineering Racing. Il marchio non riesce a vincere a Daytona, non succedeva dal 2016, ma arriva la vittoria della 12 Ore di Sebring grazie al trio Alex Lynn, Earl Bamber e Neel Jani.

## Palmarès
- Campionato IMSA WeatherTech SportsCar (2017, 2018, 2021)
- 24 Ore di Daytona (2017, 2018, 2019, 2020, 2021)
- 12 Ore di Sebring (2017, 2019, 2020, 2021, 2022)
- 6 Ore di Watkins Glen (2017)
- Petit Le Mans (2018, 2019, 2020)